# Tanna japonensis
Tanna japonensis är en insekt i familjen cikador som förekommer i större delar av östra Asien och som är mycket vanlig på Japan. Individernas skrik hörs oftast på morgonen eller sent på kvällen.
Hannar når en kroppslängd mellan 28 och 38 millimeter och honor blir med en kroppslängd mellan 21 och 25 millimeter tydlig kortare. Hannens abdomen är längre och tjockare än honans backkropp. Därför är även hannens bukhåla större som ger skriket en större resonans.
Kroppsfärgen är rödbrun och vid ögonen samt på mellankroppen finns större gröna fläckar. Individer som lever i bergstrakter är vanligen mörkare än individer från låglandet.
Utbredningsområdet sträcker sig över stora delar av Kina, nästan hela Japan och Taiwan. Arten saknas däremot på Koreahalvön. Habitatet utgörs av skogar med cypressväxter som kryptomeria och lövträd.
Arten attackeras ibland av köttflugor och den parasitiska nattfjärilen Epipomponia nawai använder cikadan som värd för sina ägg.